# シュタッドラー He4/4形電気機関車
シュタッドラー He4/4形電気機関車（シュタッドラー He4/4がたでんきかんしゃ）は、ブラジルの山岳鉄道用ラック式電気機関車。2012年にスイスのシュタッドラー・レールにより製造された。

## 概要

### 導入の経緯
ブラジルおよび南半球最大の都市の一つでサンパウロの外港であるサンパウロ州のサントスと同州内陸部のジュンジアイ間の約140 kmをサンパウロ市を経由して結ぶサントス＝ジュンジアイ鉄道は、同州内陸部で生産される特産物のコーヒー豆の輸送を主な目的として、イギリス資本のサンパウロ鉄道（SPR）によって1867年に開通した。
全長約140 kmのうち、標高2 mのサントスと17 mのライース・ダ・セーハ間の21 kmと、標高810 mのパラナピアカバと730 mのジュンジアイ間の110 kmは曲線が多いものの比較的平坦な線形であるが、サンパウロ州の海岸部と高原の内陸部の境界部のセーハ・ド・マール（海岸山脈）の断崖を登る、クバタン市のライース・ダ・セーハとサントアンドレ市のパラナピアカバ間は標高差が大きくなっていた。そのため、イギリスの山岳鉄道建設の専門集団により、いくつかの経路および方法が検討され、そのうち最も現実的な案であったインクラインによる方式が採用され、全長約9 km・標高差790 mの区間に4区間の蒸気動力式インクラインが設置された。
その後、輸送量の増加に伴い、従来のインクライン（通称 Serra Velha）に並行して別のインクライン（通称 Serra Nova）が建設され、1901年より運行を開始した。このインクラインは、1運行あたりの輸送力が従前のものの36 tから60 tに引き上げられた。このインクラインも従来のものと同様に4区間で構成されるもので、経路の変更により全長が約10 kmとなったほか、下り勾配でのブレーキ用と4箇所のインクラインの間の付替えの際の列車入換機として「ロコブレーキ」が使用された。
その後しばらくは2組のインクラインが併用して使用されたが、従来のコーヒー豆に加えて、ブラジルの新たな輸出品となった鉄鉱石の輸送の増加などもあり、一列車あたりの重量を大幅に増やすことが必要となり、当時サントス=ジュンジアイ鉄道を運営していた国有のブラジル連邦鉄道は、開通から100年が経過し、老朽化していた最初のインクラインを大幅に改良することとした。一列車あたりの輸送量が限定されるインクライン方式をやめ、代わりにゴムタイヤを装備する大型機関車による粘着式や、リオデジャネイロのコルコバード登山鉄道でも採用されていたラック式など数種類の方式が検討されたが、最も安価かつ短期間で建設することが可能なアブト式のラック式鉄道が採用されることとなり、提案者の丸紅と日立製作所が主体なって改良工事が施工された。最初のインクラインの運用を1960年代前半に中止して設備を撤去し、新たにラック式鉄道を建設して1974年に開通した。この区間は直流3,000 Vで電化され、勾配は104から110 ‰、使用されるラックレールは幅60 mmのタングステン鋼製である。
これに伴い、日立製作所がスイスの機関車メーカー、SLMの技術供与を受けて製造した車軸配置 Bzz'Bzz'の大型ラック式電気機関車、2000形が導入された。この機関車は、当時の世界で最も強力かつ大きなラック式の鉄道車両であり、1972年から1990年にかけて合計14両が製造されたほか、1979年にはこの機関車を基礎とした事業用の電気式ディーゼル機関車・1100形も日立製作所で製造されている。
このラック式区間を含むサントス＝ジュンジアイ鉄道は、ブラジル国内の他路線とともに1996年からブラジル国内で鉄道貨物輸送を手掛けるMRSが運行を担当していたが、同社では2000年代に入り老朽化対応と輸送力増強、電力回生ブレーキ導入による使用電力の削減のために新しい機材を導入することとして計画をすすめ、2005年にスイスのシュタッドラー・レール社に総額60百万スイス・フランでラック式電気機関車7機（このほかオプション3機）と保守部品等を発注し、導入されたラック式電気機関車が本形式である。

### 車両概要
本形式を製造したシュタッドラー社はラック式の鉄道車両も多く手がけたスイスのSLMのラック式機関車および台車製造部門を2005年に譲受し、スイス、イタリア、スペイン、ギリシャ、フランス、オーストリアのラック式鉄道に向けて電車や電気式ディーゼル機関車を製造してラック式駆動装置にも新技術を随時導入していたが、MRS向けに製造した本形式は、当初最大牽引力700 kN、重連時104パーミルで750 tを牽引できる機関車として設計が進められ、その後仕様変更により連続定格牽引力540 kN、定格牽引力730 kN、重連時104パーミルで850 tの牽引が可能な性能に引き上げられた。その結果、本形式は従来の日立製電気機関車より出力、牽引力が大幅に増強された世界最高出力のラック式の鉄道車両となったほか、単車体の電気機関車としても世界最大級の牽引力の機体となっている。
従来からの日立製電気機関車との性能比較は以下の通り。
| 種別                               | 製造年      | 製造機数 | 自重  | 車軸配置      | 主電動機数 | 定格出力 | 定格牽引力 | 牽引トン数    |
| ---------------------------------- | ----------- | -------- | ----- | ------------- | ---------- | -------- | ---------- | ------------- |
| 日立製 2000形電気機関車            | 1972 - 1990 | 14       | 118 t | Bzz'Bzz'      | 6台        | 2760 kW  | 380 kN     | 500 t（重連） |
| シュタッドラー製 He4/4形電気機関車 | 2012        | 7(+3)    | 121 t | Bozz'Bozz'    | 8台        | 5300 kW  | 730 kN     | 850 t(重連)   |
| (参考)マルム・トラフィークIORE形   | 2000 - 2011 | 26       | 360 t | Co'Co'+Co'Co' | 12台       | 10800 kW | 1400 kN    | 8600 t        |

車体、台車、機械部分の製造と最終組立がスイス北東部トゥールガウ州のシュタッドラー社ブスナング工場で行われるほか、主要電気機器をスイスの伝統的な電機メーカーであったBBCやSAASの流れを引くABB SchweizおよびABB Sécheronが担当するなど、多くの部品がスイス製であることも特徴となっており、全機がスイス国内で生産されてブラジルまで航送されている。なお、機体のMRS機番およびシュタッドラーにおいての製番、製造年、製造会社は以下の通り。
- 90 1501 - L 4215/01 - 2012年 - Stadler
- 90 1502 - L 4215/02 - 2012年 - Stadler
- 90 1503 - L 4215/03 - 2012年 - Stadler
- 90 1504 - L 4215/04 - 201X年 - Stadler
- 90 1505 - L 4215/05 - 201X年 - Stadler
- 90 1506 - L 4215/06 - 201X年 - Stadler
- 90 1507 - L 4215/07 - 201X年 - Stadler

#### 車体
- 本形式は山上のパラナピアカバを前位側、山麓のライース・ダ・セーハを後位側とした前後対称、中央運転台式の凸型車体で、台枠上面高1500 mm、ボンネット高3945 mm、運転室屋根高4600 mmと極めて大型の機体で、全体に直線で構成された実用本位のデザインとなっている。
- ボンネットは前端部に強制空冷式の抵抗器、その後部の前頭部を見て右側に主制御器3基、左側に付属する機器類、その後部に主電動機冷却用の大型の送風機と補機類の配置となっており、側面と前面は冷却気導入口のルーバーを除いてほぼ全面が開戸式の点検扉となっているほか、ボンネット上部台車中心線上にシングルアーム式のパンタグラフ、正面上部中央に2基1組の丸型前照灯、下部左右に丸型のLED式標識灯がそれぞれ設置されている。なお、パンタグラフは折畳時には運転室屋根より高さが低くなるもので、架線高さは最低4760 mm、最大6710 mmに設定されている。
- 運転室は大型のボンネットや急勾配への勾配変化地点での前面見通しを確保するために床面高2450 mmの高床構造となっており、短い区間での折り返し運転が中心となるため、運転席は前位側（山上側）をみて運転室内左側に枕木方向に設置されている。運転台は横軸式のマスターコントローラーのデスクタイプで、計器類は従来型のものを中心とし、ファンクションキー付の液晶ディスプレイ1基が装備されたものとなっている。また、運転室正面窓はボンネットを避けた逆L字形状のHゴムによる固定窓、側面窓は大型の左右引違式、乗務員室扉は運転室左右側面のみに設置されて、妻面ボンネット側面側からは出入りができない構造となっているほか、運転室内には冷房装置と電気ヒーターが設置されている。
- 台枠は鋼板溶接組立式で長さ17700 mm、最大厚1100 mm、最大幅3000 mm、車端耐荷重5000 kN[8]の強固な箱構造[9]で、台車もその中部に嵌り込むように装備される形態のものとなっており、ボンネットが台枠前端部まで設置されているが、台枠前端部に小型のステップ状のデッキが設けられているほか、ボンネット横部は簡単な通路となっている。連結器は台枠端梁に自動連結器が設置されるほか、その機関車右側に重連総括制御用の電気連結器が、左右に空気ブレーキ関連の連結ホースが装備されている。
- 塗装は濃青色をベースにボンネット及び運転室の下部と、台枠端梁下部に黄色の帯と、ボンネット正面にの単色塗黄色の横向きの三角形が入るもので、ボンネット側面には黄色の横向きの三角形3個の中に"MRS"の文字を配したMRSのマークが、正面ボンネット上部と側面運転室窓下に機番が入るものとなっている。また、屋根上とボンネット上部がグレー、床下がダークグレー、パンタグラフはオレンジ色となっている。

#### 走行機器
- 従来使用されていた日立製の電気機関車は車軸配置Bzz'Bzz'で、2基装備している各台車毎に3台ずつの主電動機を装備し、2台の主電動機で2基のラック用ピニオン駆動装置を駆動し、1台の駆動装置と粘着動輪間のサイドロッドで2軸の粘着動輪を駆動する方式であった。これに対し、本形式は車軸配置Bozz'Bozz'で、2基装備している各台車毎に4台の主電動機を装備し、それぞれラック用ピニオン駆動装置2基と粘着式駆動装置2基でラック用ピニオン2軸と粘着動輪2軸を駆動する方式となっている。
- 制御方式は主変換装置にIGBTを使用したインバータ式で、粘着式駆動装置は1台の主制御装置で台車毎の2台×1群の主電動機を、ラック式駆動装置は1台の主制御装置で各ピニオン毎の1台の主電動機を制御するものとなっており、前後のボンネット内に3台ずつ計6台の主制御装置が設置されている。
- 主制御装置はABB-Schweiz製BORDLINEシリーズのCC 750 DC室内搭載、直流電源用タイプで、主要装置を1台のラックにまとめて一体化されており、制御ユニットには欧州向け鉄道車両で広く採用されているAC 800PECを使用している。主回路は3レベルインバータで発電ブレーキ用のブレーキチョッパ回路が装備され、IGBT素子冷却は水冷式であるほか、駆動周波数を2 kHzとして変換ロスおよび騒音、駆動装置の負荷を低減している。また、従来は工事列車のように別途ラック式ディーゼル機関車を用意していたが、本形式は山上側にディーゼル発電機を搭載した車両を連結して給電を受けることにより、架線停電時でもある程度の走行が可能となっている。
- 車両情報装置としてSelectron Systems[10]製のMASを搭載している。この装置は力行、ブレーキ指令などの制御伝送にも対応している。主な伝送に2系統のCANopenを使用しており、2機までの重連総括制御が可能であるほか、同じくSlectron Systems製の滑走防止装置を搭載している。
- 主電動機は粘着動輪用ピニオン用共にかご形三相誘導電動機 を4台ずつ搭載し、定格出力5000 kW、定格牽引力730 kN、最高速度60 km/hの性能を発揮する。冷却はボンネット内各台車上に設置された送風機による強制通風式で、各主電動機へは台枠内の風導を経由して送風される。
- 台車は粘着動輪の固定軸距5000 mm、ピニオン軸の固定軸距3420 mmのボルスタレス式台車で、枕ばねはコイルばねで縦ダンパ併設、軸箱支持方式はモノリンク式となっており、軸ばねはゴムブロックで、ラックレールとピニオンの嵌合を確保するため軸箱の稼働範囲を小さいものとしている。なお、動輪は直径1066.8 mm（新製時）のプレート式、ピニオンは有効径1031 mmのアプト式ラックレール用の3枚1組のものとなっている。台車枠は側梁が鋼板溶接組立式、中梁と端梁が鋼管をベースに溶接組立としたもので、側梁と中梁、前後の端梁の各部材は溶接されず、軸受を介した組立式となっており、台車枠のねじり方向の剛性を低くした構造となっており、枕ばねは側梁に設置されている。また、牽引力は台車枠側梁から台車下部の牽引梁と台車両側面の牽引棒を経由して台枠に伝達されるほか、基礎ブレーキ装置は粘着動輪用のものが台車端梁に装備された片押ユニット式の踏面ブレーキ、ピニオン用のものはピニオン併設のブレーキドラムに作用する1軸あたり3組のバンドブレーキとなっている。また、動台車の先頭軸には砂撒き装置を装備する。
- 粘着式駆動装置は台車端梁に装荷された主電動機からWN継手を介して2段減速の歯車箱に伝達されて動輪を駆動する方式、ラック式駆動装置は主電動機から歯車箱、ピニオン、ピニオン併設のブレーキドラムとバンドブレーキ装置などが一体化されたラック式駆動装置に伝達される方式である。ラック用ピニオンは駆動用ギヤ、ブレーキドラムが併設された中空のもので、これがピニオン軸に軸受を介して滑合されており、このピニオン軸をラック式駆動装置に装荷しているほか、両端部が台車側梁に連結されてラック式駆動装置の牽引力を台車に伝達している。なお、日立製電気機関車で装備されていた、粘着区間でのラック式駆動装置保護のためのピニオン昇降機構は本形式では省略されている。
- ブレーキ装置は電気ブレーキとして主制御装置による回生ブレーキ及び発電ブレーキを主として、3系統の空気ブレーキおよびばねブレーキを装備している。なお、粘着動輪用ブレーキ装置はアメリカ鉄道協会[11]規格に準拠したものとなっている。
- そのほか、補機類として、シングルアーム式パンタグラフ2基、電動空気圧縮機、機器冷却用送風機2基、蓄電池などを搭載する。

## 運用
スイス北東部のシュタッドラー社・ブスナング工場で竣工後、低床式トレーラーに積載されて陸送され、バーゼルから河川用貨物船でライン川を大西洋岸まで下り、ベルギーのアントウェルペンから貨物船でブラジルへ航走され、サントス近郊クバタン市のウジミナス社の製鉄所で陸揚げされてそこから鉄道路線で輸送が行われた。2012年7月に90 1501号機と90 1502号機が、同年10月には90 1503号機と90 1504号機が発送され、現地へ納入後、整備と試運転が行われ、2013年より順次運用入りし、2014年に従来からの日立製電気機関車を代替した。
なお、本形式は従来の日立製電気機関車と同様、サンパウロ市内のMRSの整備工場へ出入場する際を除き、基本的にサントス＝ジュンジアイ鉄道のライース・ダ・セーハ＝パラナピアカバ間のラック式区間のみで運行される。ラック式路線を通過する貨車もラック式区間用のブレーキ用ピニオンを装備していない一般路線用の車両であるため、本形式は常時勾配の山麓側に重連で連結される運用となっており、山麓側から勾配を登る列車では機関車が列車最後尾に連結される推進運転を行い、列車最前部に制御車などは連結されない。

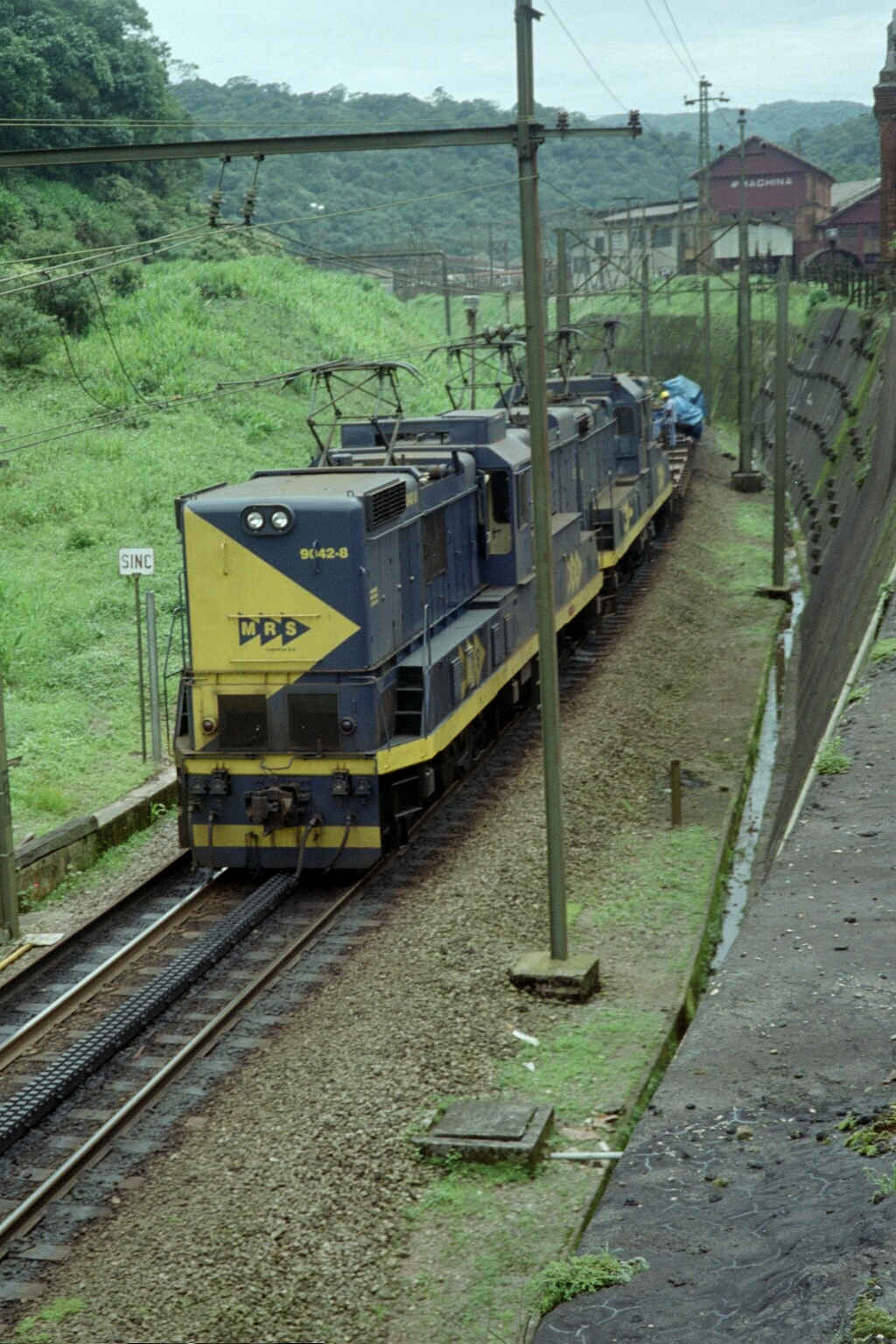
日立製の2000形・9030形電気機関車 ラック方式はラックレール3条のアプト式
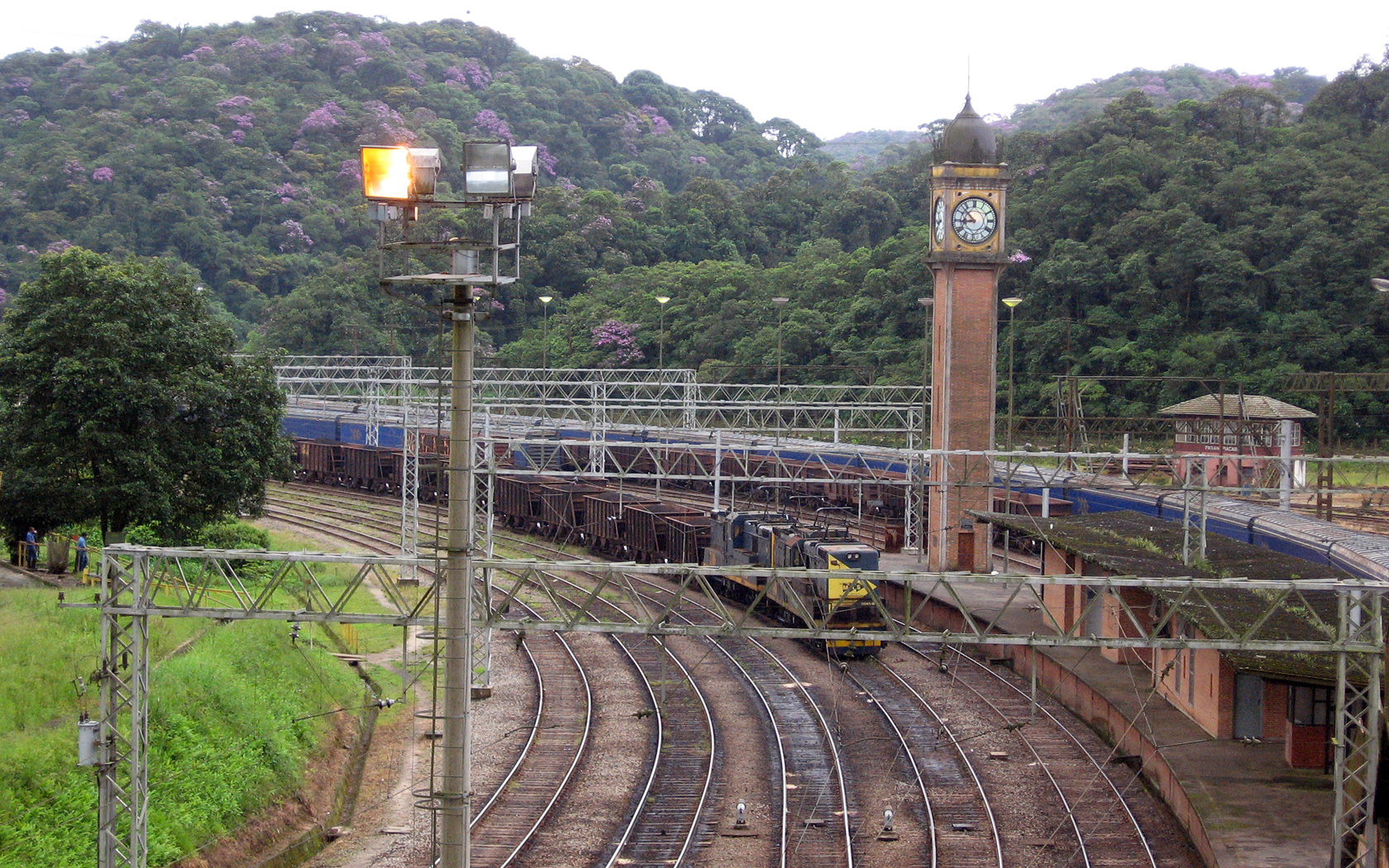
山上側のパラナピアカバ駅 日立製電気機関車の重連が列車を牽引
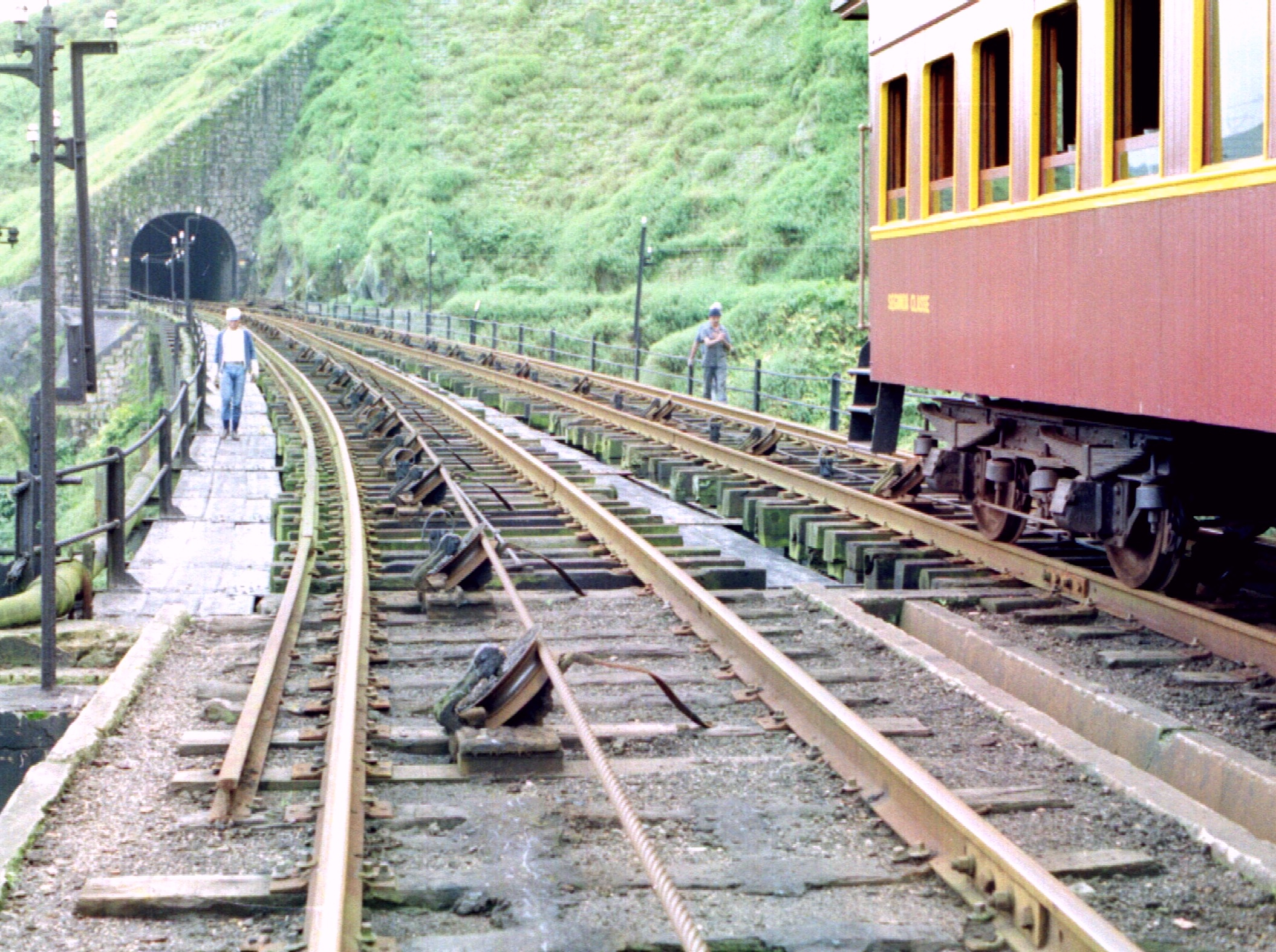
博物館の施設として残されている二代目のインクライン
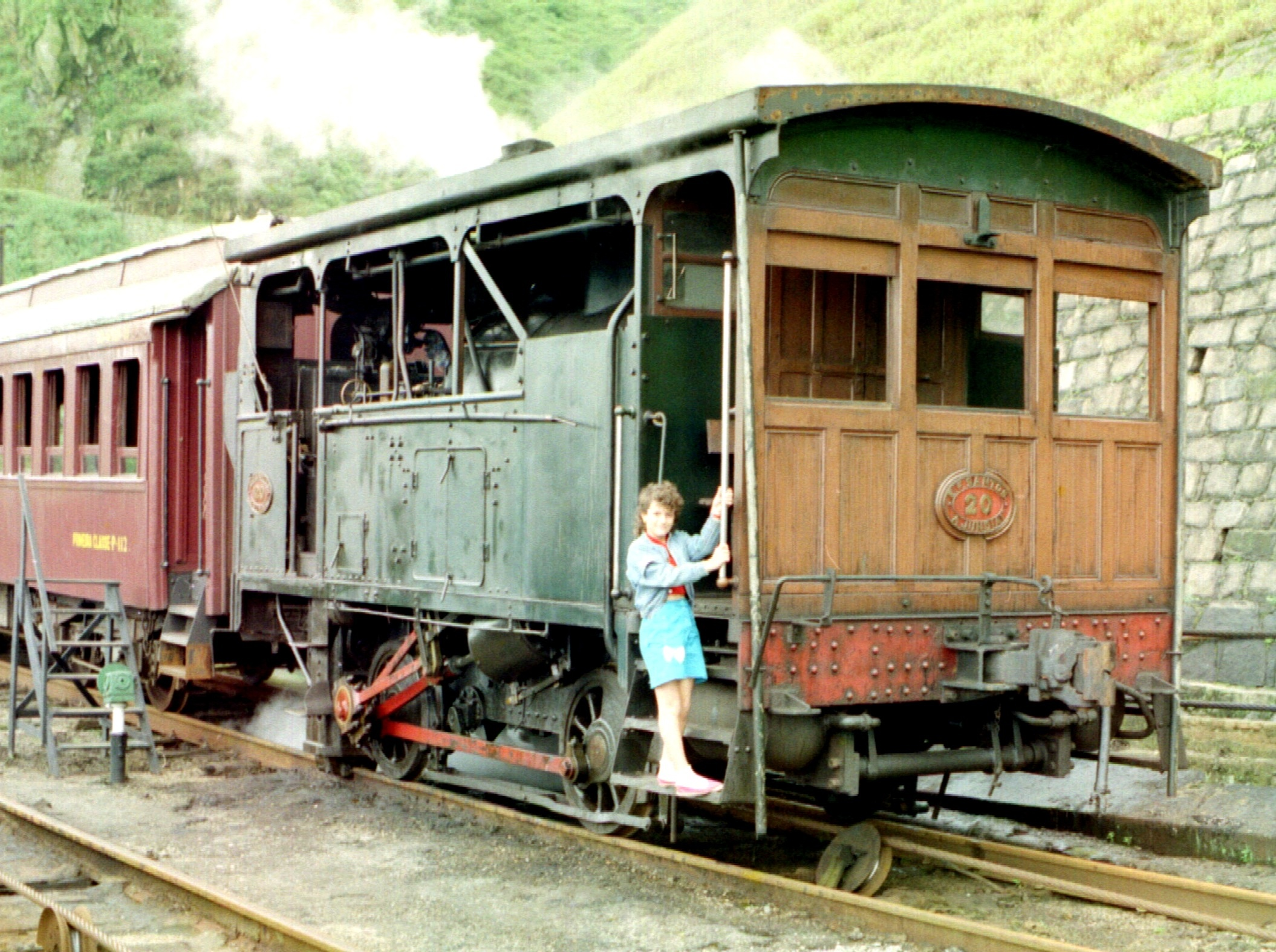
二代目のインクラインで使用されていた「ロコブレーキ」